# František Vrbka
František Vrbka (15. července 1924, Bystřice nad Pernštejnem – asi 23. března 1943, Praha) byl československý voják a příslušník výsadku Bronse.

## Mládí
Narodil se 15. července 1924 v Bystřici nad Pernštejnem. Otec František byl ředitelem Berního úřadu, matka Libuše, za svobodna Myslíková byla v domácnosti. Měl jednu sestru.
V Bystřici nad Perštejnem absolvoval obecnou školu a dva roky školy měšťanské. Byl členem bystřického skautského střediska. Poté nastoupil na reálné gymnázium v Novém Městě na Moravě. Ve studiích pokračoval i po přestěhování do Prostějova v roce 1939. Školu ale nedokončil, protože se rozhodl emigrovat.

## V exilu
Po okupaci se pokusil přejít v prosinci 1939 hranice na Slovensko, byl však zadržen a vrácen zpět. Podařilo se mu to až v lednu 1940. Přes slovensko-maďarskou hranici přecházel celkem pětkrát (čtyřikrát byl Maďary zadržen, krátce vězněn a poté vrácen na Slovensko). Po úspěšném pokusu se přes Maďarsko, Jugoslávii, Řecko a Turecko dostal do Francie. Po prezentaci byl 8. května 1940 zařazen k dělostřelectvu. Bojů o Francii se nezúčastnil.
7. července 1940, po příjezdu do Anglie byl znovu zařazen k dělostřelectvu. Absolvoval exilovou Československou státní střední školu ve Whitchurchi a 30. května 1941 úspěšně odmaturoval. Na podzim absolvoval poddůstojnickou školu. V dubnu 1942 dokončil důstojnickou školu. Od srpna 1942 zahájil výcvik v kurzech Special Operations Executive. Do 15. února 1943 absolvoval střelecký a konspirační kurz, parakurz, dále potom zdokonalovací kurzy v konspiraci a střelectví a kurz šifrovací. 1. února 1943 byl povýšen na četaře aspiranta. Po ukončení výcviku byl zařazen do paravýsadku Bronse.

## Nasazení
V noci ze 14. na 15. března roku 1943 byla v oblasti Mnichova sestřelena dvě letadla se členy paraskupin IRIDIUM a BRONSE, zahynulo celkem sedm československých parašutistů. Na letiště RAF Tempsford Bedfordshire se vrátil pouze třetí letoun se skupinou MERCURY.
Vrbka byl jediný, kdo pád letounu přežil. Těžce zraněného ho, po identifikaci Čurdou a Srazilem, převezli do lazaretu SS v Praze-Podolí. Tam přes veškerou péči, která mu jako důležitému zajatci byla poskytnuta, zemřel 23. března 1943 ve večerních hodinách, aniž cokoliv při pokusech o výslech prozradil. Následně byl tajně pochován do hromadného hrobu na Ďáblickém hřbitově.

## Po válce
V roce 1948 byl v Bystřici nad Pernštejnem, u ul. Pod Horou (u turistické trasy z Bystřice na Bratrušín), odhalen pomník věnovaný členům Junáka se jménem F. Vrbky.
Jeho jméno je uvedeno na pamětní desce obětem 2. světové války na budově městského muzea v Bystřici nad Pernštejnem.
Jméno F. Vrbky je rovněž na pamětní desce ve vestibulu školy na náměstí Edmunda Husserla v Prostějově.
V prosinci 1945 byl in memoriam povýšen do hodnosti poručíka dělostřelectva.

## Vyznamenání
- 1944 –  Pamětní medaile československé armády v zahraničí se štítky Francie a Velká Británie
- 1945 –  Československý válečný kříž 1939